# Laverovita
La laverovita és un mineral de la classe dels silicats que pertany al grup de la kupletskita. Rep el nom en honor del soviètic Nikolai Pavlovich Laverov (12 de gener de 1930 - 27 de novembre de 2016), geòleg, geoquímic, acadèmic i vicepresident de l'Acadèmia de Ciències de l'URSS (1988-1991) i RAS (1991-2013).

## Característiques
La laverovita és un silicat de fórmula química K₂NaMn₇Zr₂(Si₄O₁₂)₂O₂(OH)₄F. Va ser aprovada com a espècie vàlida per l'Associació Mineralògica Internacional l'any 2018. Cristal·litza en el sistema triclínic. La seva duresa a l'escala de Mohs és 3.
L'exemplar que va servir per a determinar l'espècie, el que es coneix com a material tipus, es troba depositat a les col·leccions mineralògiques del Museu Reial d'Ontario, a Ontario (Canadà), amb el número de catàleg: m57542.

## Formació i jaciments
Va ser descoberta a la pedrera Poudrette, situada al mont Saint-Hilaire, dins el municipi regional de comtat de La Vallée-du-Richelieu, a Montérégie (Quebec, Canadà), on es troba en forma de cristalls transparents de color marró clar a marró fosc, de forma allargada. Aquesta pedrera és l'únic indret de tot el planeta on ha estat descrita aquesta espècie mineral.